# 陳叔斉
陳叔斉（ちん しゅくせい、生没年不詳）は、南朝陳の皇族。新蔡王。宣帝陳頊の十一男。字は子粛。

## 経歴
陳頊と劉昭儀のあいだの子として生まれた。経書や史書を広く渉猟し、文章を作るのを得意とした。太建7年（575年）10月、新蔡王に封じられた。まもなく智武将軍の位を受け、佐史を置いた。東中郎将・東揚州刺史として出向した。至徳2年（584年）、入朝して侍中となった。禎明元年（587年）、国子祭酒に任じられた。禎明3年（589年）、陳が滅亡すると、関中に入った。隋の大業年間に尚書主客郎となった。

## 伝記資料
- 『陳書』巻28 列伝第22
- 『南史』巻65 列伝第55